# Hipernatriemija
Hipernatriemija, imenovana tudi hipernatremija, pomeni raven natrija v krvi, ki je nad normalnimi fiziološkimi vrednostmi, oziroma zvečano plazemsko koncentracijo natrija. Zgodnji simptomi so lahko močan občutek žeje, šibkost, slabost in izguba apetita. Hudi simptomi vključujejo zmedenost, trzanje mišic in krvavitev v ali okoli možganov. Normalne serumske koncentracije natrija so 135–145 mmol/L (135–145 mEq/L). Hipernatriemija se splošno opredeli kot raven natrija v serumu, ki je višja od 145 mmol/L. Težki simptomi se pojavijo pri ravni nad 160 mmol/L.
Hipernatriemija se običajno razdeli glede na prostornino tekočine v telesu. Hipovolemična (ob zmanjšanem volumnu) lahko nastane zaradi potenja, bruhanja, driske, uporabe diuretika ali bolezni ledvic. Euvolemična (ob normalnem volumnu) se pojavi kot posledica zvišane telesne temperature, neprimerno zmanjšane žeje, hiperventilacije, diabetesa insipidusa ali litija. Hipervolemična (ob zvečanem volumnu) je lahko posledica hiperaldosteronizma, pretirane infuzije intravenozne 3-% navadne fiziološke raztopine ali natrijevega bikarbonata ob zdravstveni oskrbi ali pa redko tudi pretiranega zauživanja soli. Zaradi nizke vsebnosti beljakovin se lahko izmeri lažna hipernatriemija. Pojavi se lahko tudi kot posledica preteklih dogodkov. Če vzrok ni jasen, lahko pomaga testiranje seča. Osnovni mehanizem navadno predstavlja pomanjkanje proste vode v telesu.
Če je hipernatriemija nastala postopoma, v nekaj urah, jo je mogoče relativno hitro popraviti z intravensko infuzijo navadne fiziološke raztopine in 5-% dekstrozo. V nasprotnem primeru je treba korekcijo opraviti počasi, pri tistih, ki ne morejo piti vode, se uporabi polovična fiziološka raztopina. Hipernatriemijo zaradi diabetesa insipidusa, ki je posledica možganske motnje, se lahko zdravi z dezmopresinom. Če je diabetes insipidus posledica okvare ledvic, je potrebno ukiniti zdravilo, ki ga povzroča. Hipernatriemija sicer prizadene 0,3–1% bolnikov v bolnišnici. Najpogosteje se pojavi pri dojenčkih, starejših od 60 let in pri duševno motenih. Povezana je s povečanim tveganjem za smrt, vendar povezava ni popolnoma jasna.
Od 85 do 90 % natrijevih ionov je v zunajcelični (ekstracelularni) tekočini, kamor ga iz celične notranjosti črpa beljakovina, imenovana Na+/K+-ATP-aza. Natrij je glavni kation v zunajcelični tekočini, njegova količina v njej je tudi odraz količine natrija v telesu.

## Simptomi in znaki
Glavni simptom je žeja. Najpomembnejši znaki pa so posledica krčenja možganskih celic in vključujejo zmedenost, trzanje mišic in krče. S slabšanjem hipernatriemije se lahko razvije koma.
Resni simptomi so običajno posledica akutnega zvišanja koncentracije natrija v plazmi nad 157 mmol/L (normalne koncentracije v krvi so 135–145 mmol/L za odrasle in starejše). Vrednosti nad 180 mmol/L so povezane z visoko stopnjo umrljivosti, predvsem pri odraslih, in se redko končajo brez hujših posledic. Pri preživelih zaradi akutnega predoziranja s soljo so izmerili koncentracijo natrija v razponu 150–228 mmol/L, pri smrtnih primerih pa v razponu 153–255 mmol/L. Tekočina iz očesne steklovine je bila boljši postmortalni vzorec za oceno ravni natrija kot dejavnika smrti kot postmortalni serum.

## Vzroki
Obstajata dva glavna vzroka hipernatriemije:
1. Nezadosten vnos vode v telo: do tega lahko pride zaradi centralnega vzroka, zaradi česar se pojavi moten občutek za žejo, ali pa zato, ker bolnik ne more do vode, kar se najpogosteje pojavlja predvsem pri otrocih in bolnikih, ki ne vstajajo.
2. Prekomerni iatrogeni vnos natrija: pojavi se redko.

Splošno se vzroki hipernatriemije delijo glede na volumen.

### Nizek volumen
Pri bolnikih z majhnim volumnom (hipovolemijo) so vzroki lahko:
- Premajhen vnos proste vode: ponavadi pride do tega pri starejših ali drugih hudo prizadetih bolnikih, ki ne morejo priti sami do vode, ko so žejni. Gre za najpogostejši vzrok hipernatriemije.
- Prekomerna izguba vode preko sečil: lahko jo povzročijo glikozurija (izločanje glukoze) ali drugi osmotski diuretiki, ki vodijo h kombinaciji izgube natrija in proste vode.
- Izgube vode zaradi ekstremnega potenja.
- Huda vodena driska.

### Normalen volumen
Pri bolnikih z normalnim volumnom (euvolemijo) lahko hipernatriemija nastane zaradi prekomernega izločanja vode preko ledvic zaradi diabetesa insipidusa, ki je lahko posledica neustrezne proizvodnje hormona vazopresina v hipofizi ali poslabšane odzivnosti ledvic na ta hormon.

### Visok volumen
Pri bolnikih z visokim volumnom (hipervolemijo) so vzroki lahko:
- Vnos hipertonične tekočine (tekočine z večjo koncentracijo topljencev od telesa) ob omejenem vnosu vode. To je razmeroma redko, vendar se lahko pojavi pri reševanju bolnika, ko ta dobi velik volumen koncentrirane raztopine natrijevega bikarbonata. Enako se lahko zgodi pri vnosu morske vode ob hkratni odtegnitvi proste vode. Obstaja več zabeleženih primerov prisilnega vnosa koncentrirane solne raztopine v sklopu eksorcizma, ki so vodili v smrt zaradi hipernatriemije.[11]
- Presežek mineralokortikoidov zaradi stanja, kot je Connov sindrom, navadno ne vodi do hipernatriemije, razen v primeru omejenega vnosa proste vode.
- Zastrupitev s soljo: pogosta je pri otrocih,[16][17]do nje pa je prišlo tudi pri številnih odraslih s težavami v duševnem zdravju.[11] Do tega lahko pride zaradi pitja morske vode.[18]

Razlogi za nastanek hipernatriemije, razdeljeni glede na hkratno spremembo prostornine zunajcelične tekočine:
| Hipovolemična hipernatriemija                                                                     | Euvolemična hipernatriemija                                                   | Hipervolemična hipernatriemija                                           |
| ------------------------------------------------------------------------------------------------- | ----------------------------------------------------------------------------- | ------------------------------------------------------------------------ |
| Neledvične izgube - Gastrointestinalni trakt (driska, bruhanje) - Koža (opekline, močno znojenje) | Neledvične izgube - Povečane insenzibilne izgube                              | Dajanje hipertonične raztopine natrija ali natrijevega hidrogenkarbonata |
| Ledvične izgube - Osmotska diureza (manitol, glukoza) - Diuretiki zanke                           | Ledvične izgube - Centralni diabetes insipidus - Nefrogeni diabetes insipidus | Komatozni bolniki, ki prejemajo hipertonično parenteralno prehrano       |
|                                                                                                   | Drugo - Moten dostop do vode - Hipodipsija - Resetirani osmostat              | Presežek glukokortikoidov                                                |

## Diagnoza
Hipernatremijo diagnosticiramo, kadar osnovni pregled vzorca krvi pokaže koncentracijo natrija nad 145 mmol/L.

## Posledice
Pri hipernatriemiji se pojavi prizadetost osrednjega živčnega sistema. Če je serumska koncentracija natrija višja od 160 mmol/L, se pojavijo zaspanost, krči, če pa je serumska koncentracija višja od 180 mmol/L, pa nastopi koma ali celo smrt.

## Zdravljenje
Hipernatriemijo mora skrbno obravnavati zdravnik ali drug zdravstveni delavec z izkušnjami pri zdravljenju motenj ravnovesja elektrolitov, saj lahko sicer pride do resnih zapletov.
Najprej je treba odpraviti vzrok za hipernatriemijo. Nato se začne nadomeščati primanjkljaj vode, vendar hitrost poprave primanjkljaja ne sme presegati 12 mmol/L/24 ur. Vodo se dodaja oralno ali intravensko. Potrebno je vedeti, da se primanjkljaja ne nadomešča s čisto vodo, ampak ji mora biti dodana dekstroza ali solna infuzijska raztopina zaradi osmolarnosti. Na začetku je treba nadzirati koncentracijo natrija v serumu na vsaki dve uri, saj obstaja možnost nastanka možganskega edema. Organizem se je med nastankom hipernatriemije namreč prilagodil na višjo koncentracijo natrija. Možganski edem lahko povzroči napade, trajne poškodbe ali smrt.
Primanjkljaj proste vode se lahko izračuna tako, da se zmnoži delež telesne vode, telesno težo v kilogramih z razmerjem med želeno in trenutno koncentracijo natrijevih ionov, odštetim od 1.
Med zdravljenjem hipernatriemije se lahko uporablja tudi specifično zdravljenje pridruženih boleznih, kot so zaviralci angiotenzinske konvertaze pri srčnem popuščanju ali kortikosteroidi pri nefropatiji.